# إي. إم. ناثانسون
إي. إم. ناثانسون (بالإنجليزية: E. M. Nathanson)‏ (17 فبراير 1928، يونكيرس في الولايات المتحدة - 5 أبريل 2016، لاغونا نيغويل في الولايات المتحدة)؛ روائي أمريكي. درس في جامعة نيويورك.